# ویکتور دو لاپراد
ویکتور دو لاپراد (به فرانسوی: Victor de Laprade) نویسنده، سیاستمدار و شاعر قرن نوزدهم میلادی اهل فرانسه است.